# Église Saint-Sauveur de Bellême
Vous lisez un « bon article » labellisé en 2014.
Pour les articles homonymes, voir Église Saint-Sauveur.
L’église Saint-Sauveur est une église paroissiale de culte catholique située dans la ville de Bellême, dans le département français de l'Orne et la région Normandie. Elle est la seule église subsistante de la ville.
À l'emplacement d'une ancienne chapelle, cette église est construite aux XVIe et XVIIe siècles dans le style classique. L'intérieur comporte des éléments anciens mais a été largement repris au XIXe siècle. La nef est flanquée de quatre chapelles au nord et d'autant au sud.
La tour (clocher-porche) est inscrite à l'inventaire des monuments historiques en 1936 puis l’édifice tout entier en 1987. Des éléments de la statuaire, des tableaux, des boiseries et du mobilier sont protégés comme monuments historiques au titre objet.

## Histoire
Dès le XIe siècle, deux chapelles sont construites hors les murs de la ville close de Bellême, Saint-Pierre et Saint-Sauveur.
Les bases du bâtiment actuel datent du XVe siècle. Lors des guerres de Religion, la chapelle Saint-Sauveur est détruite par les troupes de l'amiral de Coligny en 1562 et 1572 ; l'église est presque entièrement rebâtie à la fin du XVIe siècle,. Jean Palastre est l'architecte (« maître maçon ») de l'église en 1622.
Une nouvelle campagne de reconstruction intervient de 1678 à 1715. La tour de façade, qui forme un clocher-porche, date de 1678. Les chapelles du côté sud ont été construites au long du XVIIe siècle. L'architecte Léonard Manguin est l'auteur de deux de ces chapelles en 1658, les chapelles Le Roy et Petigars, puis de la chapelle Saint-Thomas en 1661. Dans la seconde moitié du XIXe siècle ont été ajoutées la sacristie et les galeries qui l'entourent, situées derrière le chœur.
Saint-Sauveur est l'église paroissiale du centre-ville de Bellême ; sa cure est cependant une des plus modestes du diocèse. Les grandes messes régionales ont parfois lieu dans cette église. Le 31 mars 1789, lors de la convocation des États généraux, l'assemblée des trois ordres de la province du Perche se réunit pour une messe solennelle dans l'église Saint-Sauveur avant d'aller délibérer.
En 1936, la tour est inscrite à l'inventaire des monuments historiques, suivie le 6 novembre 1987 par la totalité de l'église.
L'église est usuellement appelée « église de Bellême », étant la seule église subsistante de la ville. Elle fait partie au XXIe siècle de la paroisse Saint-Léonard-des-Clairières, rattachée au doyenné de Bellême, dans le diocèse de Sées. Outre la messe dominicale, elle accueille diverses célébrations de la vie paroissiale, et des concerts,.

## Architecture
L'église est de style classique[Quoi ?] avec une taille imposante, 48 m de long pour 15 m de large. Elle est constituée d'un clocher au-dessus d'un porche, d'une nef flanquée de quatre chapelles latérales sur chaque côté et d'un chœur à cinq pans.
La nef est large de 14 m et éclairée par des fenêtres étroites et espacées. Elle est surmontée par une charpente en forme de navire renversé et parquetée. Les chapelles du côté nord sont intégrées à la nef tandis que celles du côté sud sont recouvertes d'un petit toit dont le pignon est orthogonal à la pente du toit de la nef.
Le chœur se prolonge par une abside à cinq pans. Il est assez sombre, éclairé par des fenêtres sur quatre des cinq pans qui le constituent. Au cinquième pan est adossée la sacristie, entourée de galeries basses, disposées en fer à cheval autour du chevet de l'église et surmontées d'une sorte de galerie médiévale.
La tour formant clocher-porche, située sur la façade ouest de l'église est l'élément architectural principal de l'édifice. Elle est construite en calcaire silicifié très dur et soutenue par quatre contreforts massifs,. Ceux-ci montent juste au-dessus du mur de la nef et sont, pour les deux situés à l'extérieur de la façade, surmontés de pots à feu. Le portail, situé entre les deux contreforts centraux, est encadré de deux colonnes aux chapiteaux ioniques et raccordé à la chaussée par un perron à cinq faces. Le second registre contient tous les ornements,. Sur chacun des contreforts, une niche abrite la statue d'un évangéliste, et au centre une niche accueille la statue d'un Christ en fonte. Les culs-de-lampe supportant les évangélistes sont ornés de feuillages. Un troisième registre, au niveau du départ des toits, décore le haut des contreforts par des motifs à mascarons et rinceaux.

## Aménagement intérieur
L'aménagement intérieur de l'église comporte des éléments anciens mais a été largement repris au XIXe siècle.

### Chœur
Le chœur est surélevé d'une marche par rapport à la nef. Les murs sont recouverts de boiseries venues de la chartreuse de Val-Dieu et datées du XVIIIe siècle. Au-dessus des portes donnant sur les galeries de la sacristie trônent deux toiles, également en provenance de la chartreuse et datées de 1768. L'une d'elles représente saint Antoine rendant visite à saint Paul Ermite et l'autre saint Bruno prosterné tandis qu'un autre chartreux creuse une fosse.

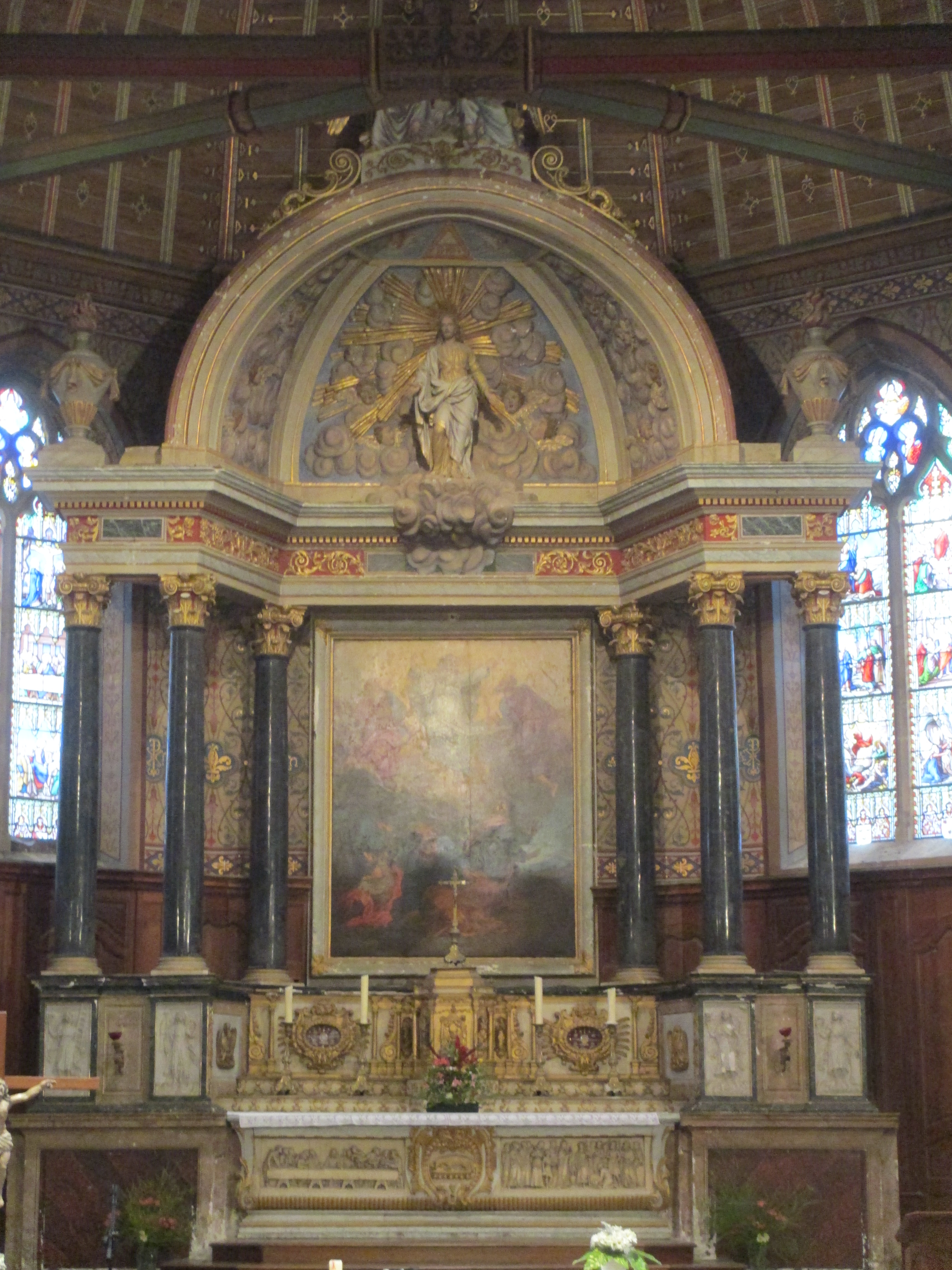
Le maître-autel.

La pièce maîtresse du chœur est le maître-autel en marbre noir, bois polychrome et doré. Il est daté de 1712 et occupe presque tout l'espace compris entre les deux portes. Au fronton figure le Christ en gloire. Le coffre d'autel, en bois peint sculpté en ronde-bosse est orné d'un agneau pascal et de deux bas-reliefs. Celui de gauche, inspiré par Léonard de Vinci, représente la Cène, et celui de droite le lavement des pieds. Le tabernacle à cinq pans, en bois doré, est encadré par quatre colonnettes qui délimitent des niches contenant des statuettes. Le retable est construit en retrait, sous une large corniche et un dais soutenus par six colonnes de marbre noir couronnées de chapiteaux corinthiens.
Le tableau central représente la transfiguration du Christ. Haut de 2,80 m et large de 2,10 m, il est exécuté en 1705 par Jacques Oudry et est installé dans l'église à la fin du mois de mars 1706. La fabrique règle au peintre pour ce travail la somme de 165 livres.

### Chapelles latérales
La nef est flanquée de quatre chapelles au nord et d'autant au sud. La plupart d'entre elles sont décorées avec des copies anciennes de tableaux.

#### Chapelles septentrionales
Originellement au nombre de trois, une quatrième chapelle est ajoutée lors des travaux de la fin du XIXe siècle pour rétablir la symétrie avec les chapelles méridionales.
La première chapelle en remontant la nef, et la plus étroite, est la chapelle du Scapulaire. Elle abrite un autel néo-classique et un tableau de la Sainte Famille datant de la deuxième moitié du XVIIIe siècle.
La deuxième chapelle est dédiée à la Vierge après l'avoir été à sainte Anne. Elle a été totalement redécorée pour la famille d'Aristide Boucicaut en 1878. Sur le mur extérieur, un monument funéraire en marbre est surmonté d'une inscription en souvenir de la mère du fondateur du Bon Marché. Une toile du Rosaire signée William Bouguereau orne l'autel et trois médaillons en mosaïques représentant saint François d'Assise, saint Jacques et saint Dominique complètent les décors de marbre.
La troisième chapelle est dédiée à saint Louis. Elle contient un autel de style classique construit au début du XIXe siècle et surmonté d'un retable représentant une mise au tombeau, peinte en 1699.
La quatrième chapelle est dédiée à Notre-Dame Auxiliatrice. Sa fenêtre date, contrairement aux autres plus récentes, du XVe siècle. Le vitrail, réalisé entre 1920 et 1925 par Louis Barillet et Jacques Le Chevallier, représente l'apparition de saint Michel à Jeanne d'Arc et commémore les morts de la Première Guerre mondiale.

#### Chapelles méridionales

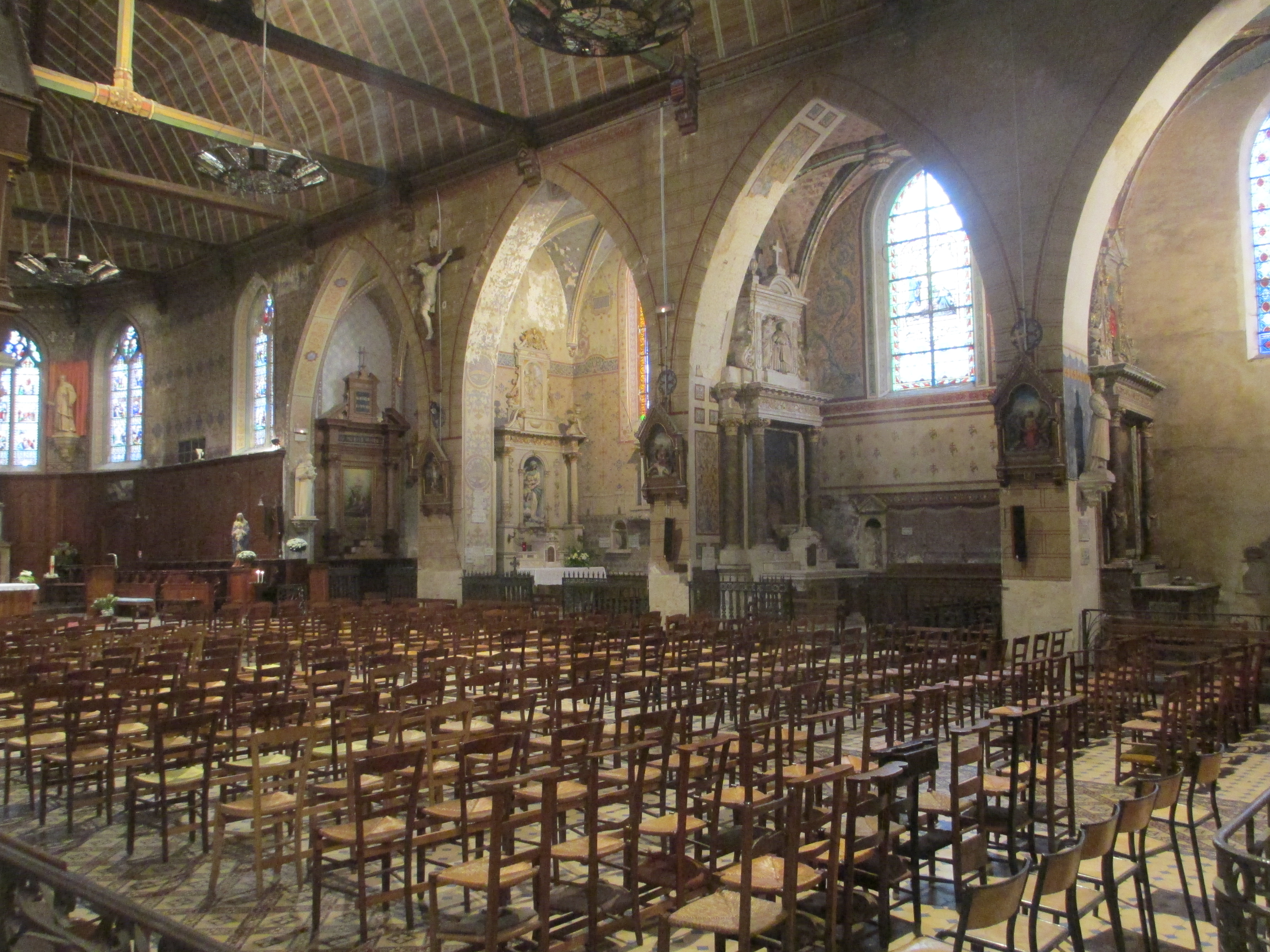
La nef de l'église et les chapelles méridionales.

Les dates gravées sur les clefs de voûte indiquent que ces chapelles furent inaugurées successivement au cours du XVIIe siècle.
La première chapelle en remontant la nef est dédiée à sainte Catherine. Un tableau de l'Adoration des bergers, d'après Nicolas Mignard, orne un autel classique en pierre polychrome.
La seconde chapelle contient un tableau représentant saint Thomas touchant les plaies du Christ. Il s'agit d'une copie d'un tableau de Francesco Salviati aujourd'hui conservée au musée du Louvre.
La troisième chapelle est aujourd'hui dédiée à l'Immaculée Conception après l'avoir été à saint Louis jusqu'au milieu du XIXe siècle. Un monument funéraire en calcaire et marbre noir est fixé au mur extérieur de la chapelle. Il s'agit du tombeau de Louis Petitgars, seigneur de la Bergerie, mort en 1669 après avoir fondé la chapelle en 1662.
La quatrième chapelle est dédiée à saint Joseph. Elle contient un tableau des quatre Évangélistes par Nicolas-René Jollain, réalisé en 1780 pour la chartreuse de Val-Dieu, placé en 1792 dans la bibliothèque d'Alençon puis mis en dépôt dans l'église Saint-Sauveur.

### Fonts baptismaux

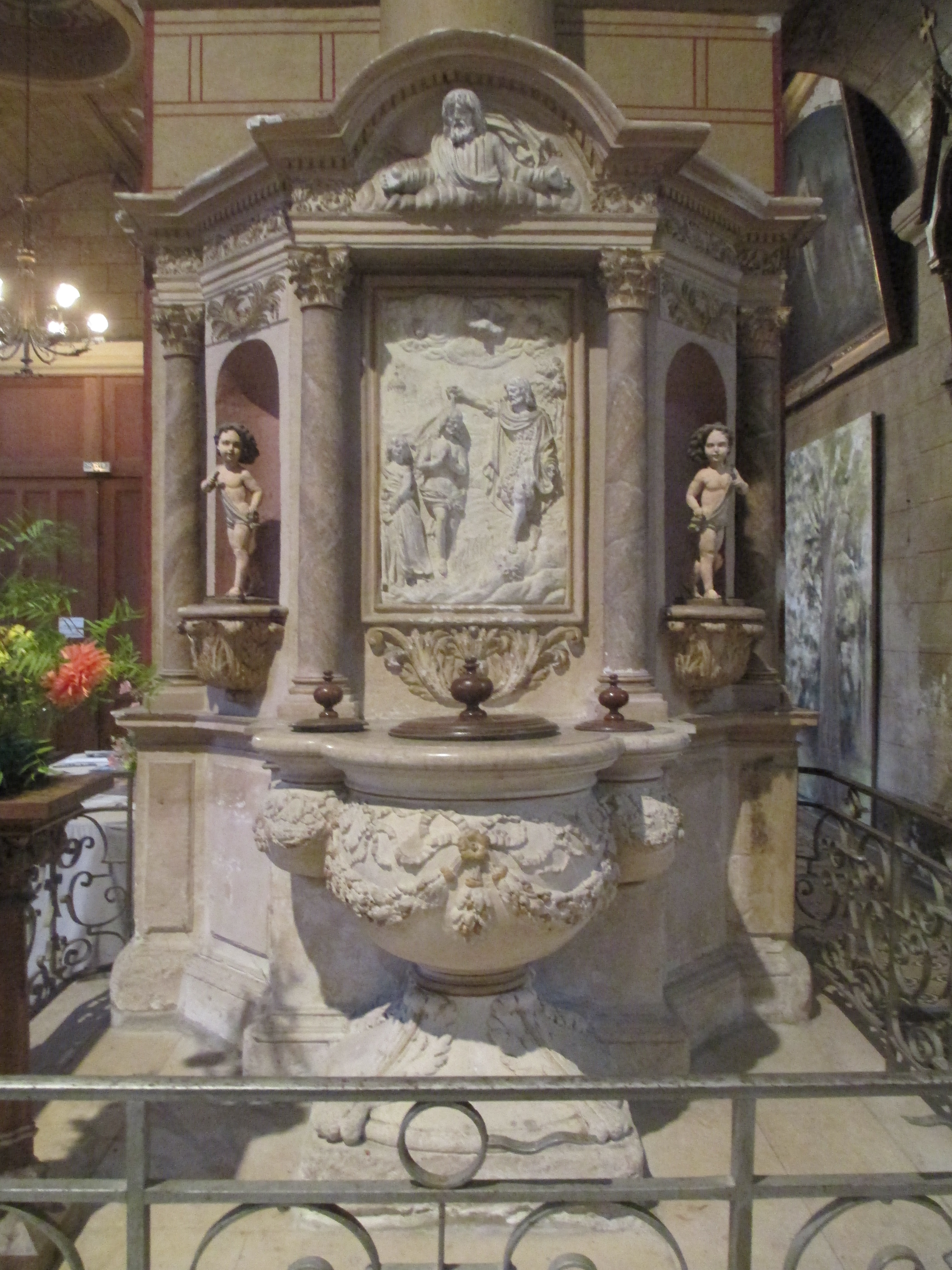
Les fonts baptismaux de l'église.

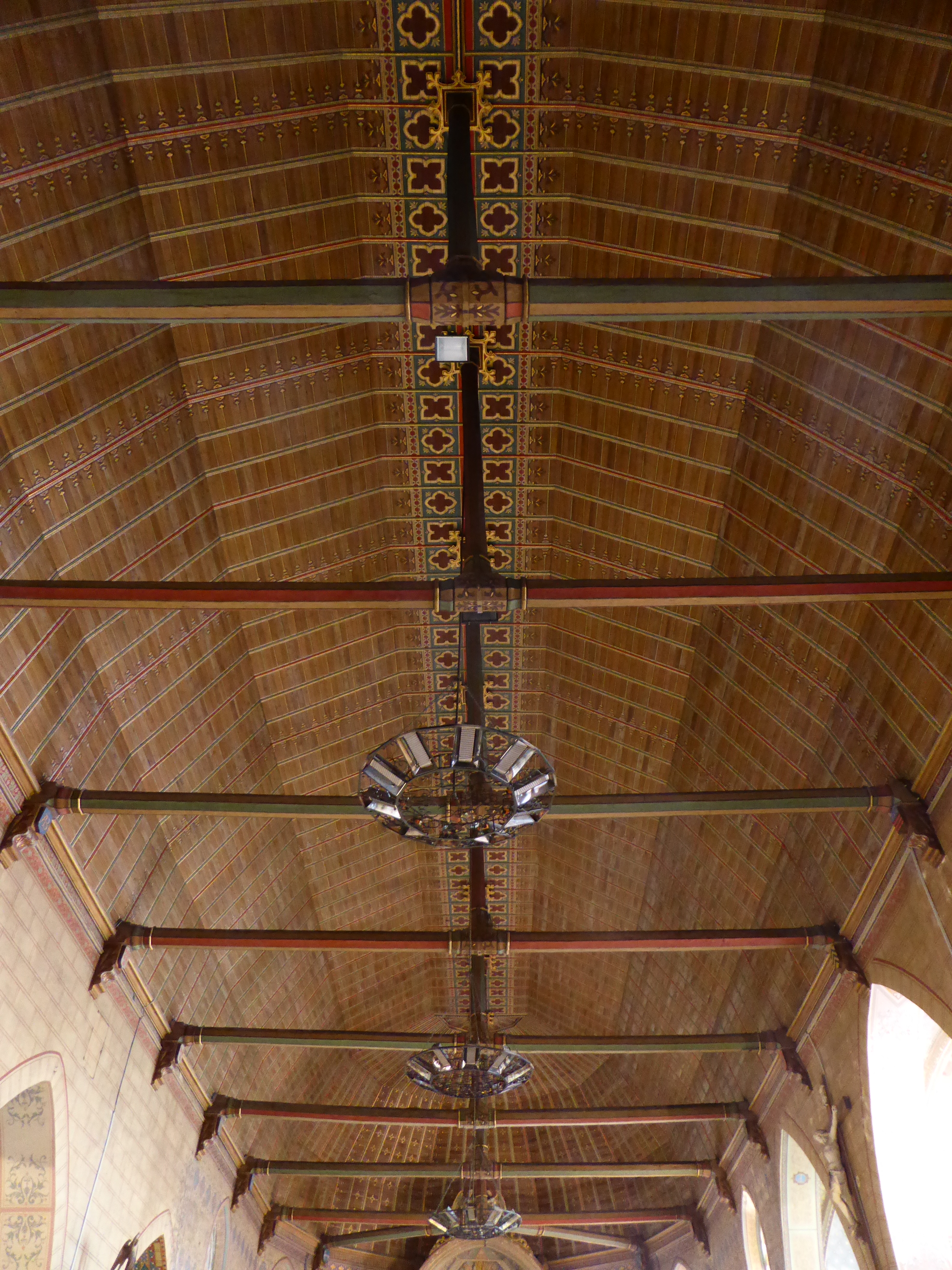
Plafond de la nef de l'église Saint-Sauveur de Bellême.

Les fonts baptismaux ont été réalisés en 1684 par le sculpteur manceau Durand. La vasque repose sur un support très évasé au pied. Haut de trois mètres et large de plus d'un mètre, ils sont en calcaire pour les vasques et les bas-reliefs et en stuc pour les hauts reliefs.
Au-dessus de la cuve se trouve un retable divisé en trois panneaux. Le baptême du Christ est représenté au centre. Sous une sorte de fronton, un buste de Dieu le Père domine cette scène. Deux statuettes d'angelots encadrent cette scène centrale, bien que les originaux aient été volés dans les années 1970,. Les pans du retable sont séparés par des colonnes corinthiennes.

### Plafond
Le plafond a été repeint lors de la restauration de l'église au XIXe siècle. Il est composé, comme pour de nombreuses églises normandes, d'un lambris peint revêtant une charpente en carène renversée, formée de quatre pans d'inclinaisons différentes.